# Jugovo
Jugovo este un sat din comuna Pljevlja, Muntenegru. Conform datelor de la recensământul din 2003, localitatea are 163 de locuitori (la recensământul din 1991 erau 203 locuitori).

## Demografie
În satul Jugovo locuiesc 147 de persoane adulte, iar vârsta medie a populației este de 53,0 de ani (50,8 la bărbați și 55,1 la femei). În localitate sunt 63 de gospodării, iar numărul mediu de membri în gospodărie este de 2,59.
Această localitate este populată majoritar de sârbi (conform recensământului din 2003).
|  |

| Demografie | Demografie | Demografie |
| An         | Locuitori  | Locuitori  |
| ---------- | ---------- | ---------- |
|            |            |            |
|            |            |            |
|            |            |            |
|            |            |            |
| 1948       | 387        |            |
| 1953       | 439        |            |
| 1961       | 403        |            |
| 1971       | 329        |            |
| 1981       | 266        |            |
| 1991       | 203        | 203        |
| 2003       | 163        | 163        |

| \| Componența etnică conform recensământului din 2003[2] \| Componența etnică conform recensământului din 2003[2] \| Componența etnică conform recensământului din 2003[2] \| Componența etnică conform recensământului din 2003[2] \| Componența etnică conform recensământului din 2003[2] \| \| ----------------------------------------------------- \| ----------------------------------------------------- \| ----------------------------------------------------- \| ----------------------------------------------------- \| ----------------------------------------------------- \| \| \| \| \| \| \| \| Sârbi \| Sârbi \| \| 142 \| 87,11% \| \| Muntenegreni \| Muntenegreni \| \| 12 \| 7,36% \| \| necunoscută \| necunoscută \| \| 2 \| 1,22% \| |              |  |     |        |
| Componența etnică conform recensământului din 2003 |              |  |     |        |
| |              |  |     |        |
| Sârbi | Sârbi        |  | 142 | 87,11% |
| Muntenegreni | Muntenegreni |  | 12  | 7,36%  |
| necunoscută | necunoscută  |  | 2   | 1,22%  |